# Roberto Hernández Prendes
Roberto Hernández Prendes (Limonar, 6 de marzo de 1967 - La Habana, 5 de julio de 2021), conocido como Roberto Hernández, fue un atleta cubano, especializado en la prueba de relevo 4 × 400 m, en la que llegó a ser subcampeón olímpico en 1992 (Barcelona) y medallista de bronce mundial en 1987 (Roma). Perteneció a la llamada "generación dorada" de su país, al lado de Ana Fidelia Quirós y Javier Sotomayor.

## Carrera deportiva
En el Mundial de Roma 1987, ganó la medalla de bronce en los relevos 4 × 400 metros, con un tiempo de 2:59.16 segundos que fue récord nacional de Cuba. Llegó a la meta tras Estados Unidos y Reino Unido, y fueron sus compañeros de equipo: Agustín Pavó, Leandro Peñalver y Lázaro Martínez.[cita requerida]
En los Juegos Olímpicos de Barcelona 1992, ganó la medalla de plata en la misma prueba, tras Estados Unidos y por delante de Reino Unido.[cita requerida]

## Fallecimiento
Roberto Hernández falleció el 5 de julio de 2021, debido a las complicaciones derivadas de un derrame cerebral que tuvo en 2020.